# Contre-la-montre masculin de cyclisme sur route aux Jeux olympiques d'été de 1996
Navigation
Sydney 2000
Le contre-la-montre masculin de cyclisme sur route, épreuve de cyclisme des Jeux olympiques d'été de 1996, a lieu le 3 août 1996 dans les rues d'Atlanta. La course s'est déroulée sur 52 km.
C'est la première fois que l'épreuve est au programme des Jeux olympiques, même si entre 1912 et 1932, l'épreuve sur route était disputée sous la forme d'un contre-la-montre.
L'Espagnol Miguel Indurain devient le premier champion olympique du contre-la-montre.

## Résultats
| Rang                                | Cycliste             | Pays            | Temps           |
| ----------------------------------- | -------------------- | --------------- | --------------- |
| Médaille d'or, Jeux olympiques      | Miguel Indurain      | Espagne         | 1 h 04 min 05 s |
| Médaille d'argent, Jeux olympiques  | Abraham Olano        | Espagne         | 1 h 04 min 17 s |
| Médaille de bronze, Jeux olympiques | Chris Boardman       | Grande-Bretagne | 1 h 04 min 36 s |
| 4.                                  | Maurizio Fondriest   | Italie          | 1 h 05 min 01 s |
| 5.                                  | Tony Rominger        | Suisse          | 1 h 06 min 05 s |
| 6.                                  | Lance Armstrong      | États-Unis      | 1 h 06 min 28 s |
| 7.                                  | Alex Zülle           | Suisse          | 1 h 06 min 33 s |
| 8.                                  | Patrick Jonker       | Australie       | 1 h 06 min 54 s |
| 9.                                  | Dariusz Baranowski   | Pologne         | 1 h 07 min 08 s |
| 10.                                 | Michael Rich         | Allemagne       | 1 h 07 min 08 s |
| 11.                                 | Erik Dekker          | Pays-Bas        | 1 h 07 min 08 s |
| 12.                                 | Uwe Peschel          | Allemagne       | 1 h 07 min 33 s |
| 13.                                 | Laurent Jalabert     | France          | 1 h 07 min 34 s |
| 14.                                 | Bjarne Riis          | Danemark        | 1 h 07 min 47 s |
| 15.                                 | Evgueni Berzin       | Russie          | 1 h 07 min 53 s |
| 16.                                 | Steve Hegg           | États-Unis      | 1 h 08 min 29 s |
| 17.                                 | Erik Breukink        | Pays-Bas        | 1 h 08 min 33 s |
| 18.                                 | Jan Karlsson         | Suède           | 1 h 08 min 52 s |
| 19.                                 | Francesco Casagrande | Italie          | 1 h 09 min 18 s |
| 20.                                 | Laurent Brochard     | France          | 1 h 09 min 22 s |
| 21.                                 | Artūras Kasputis     | Lituanie        | 1 h 07 min 47 s |
| 22.                                 | Tomasz Brożyna       | Pologne         | 1 h 09 min 48 s |
| 23.                                 | Stephen Hodge        | Australie       | 1 h 09 min 59 s |
| 24.                                 | Johan Bruyneel       | Belgique        | 1 h 10 min 12 s |
| 25.                                 | Anton Villatoro      | Guatemala       | 1 h 10 min 34 s |
| 26.                                 | Eric Wohlberg        | Canada          | 1 h 10 min 36 s |
| 27.                                 | Ruslan Ivanov        | Moldavie        | 1 h 10 min 55 s |
| 28.                                 | Remigius Lupeikis    | Lituanie        | 1 h 11 min 03 s |
| 29.                                 | Dubán Ramírez        | Colombie        | 1 h 11 min 18 s |
| 30.                                 | Jesus Zarate         | Mexique         | 1 h 11 min 42 s |
| 31.                                 | Miroslav Lipták      | Slovaquie       | 1 h 12 min 28 s |
| 32.                                 | Robert Pintarič      | Slovénie        | 1 h 12 min 35 s |
| 33.                                 | Igor Bonciucov       | Moldavie        | 1 h 12 min 48 s |
| 34.                                 | Milan Dvorščík       | Slovaquie       | 1 h 12 min 54 s |
| 35.                                 | Hernandes Cuadri     | Brésil          | 1 h 14 min 12 s |
| 36.                                 | Valdir Lermen        | Brésil          | 1 h 14 min 48 s |
| 37.                                 | Javier Zapata        | Colombie        | 1 h 15 min 09 s |

## Abandons
- Michael Andersson : abandon
- Pavel Tonkov : pas au départ
- Rolf Sørensen : pas au départ

## Sources
- (en) Cet article est partiellement ou en totalité issu de l’article de Wikipédia en anglais intitulé « Cycling at the 1996 Summer Olympics – Men's time trial » (voir la liste des auteurs).
- Résultats complets